# レッド・プラネット (SF小説)
『レッド・プラネット』（原題：Red Planet）は、アメリカ合衆国の作家ロバート・A・ハインラインが書いた長編SF小説である。

## あらすじ
ジム・マーロウとフランク・サットンは親友同士で、一緒にローエル・アカデミーへ入学した。学校の寮で暮らしていた2人は、新しく赴任してきたハウ校長とビーチャー総支局長が「移住禁止政策」の相談をしているのを耳にした。この政策が行われると、コロニーに住む人々が暖かい地域に移住できず冬の寒さで死んでしまう。早くコロニーへ知らせなければならない。電話も無線も使えず、2人は学校を抜け出して過酷な火星環境の中を、コロニー目指して進むのだが…。

## 主な登場人物
- ジム・マーロウ - 本作の主人公。ローエル・アカデミーの学生。
- フランク・サットン - ジムの親友。ローエル・アカデミーの学生。
- マルキーズ・ハウ - ローエル・アカデミーの新任校長。
- ゲインズ・ビーチャー - 火星カンパニーの総支局長。
- ウィリス - 人間ではない火星原住生物。会話や音楽を記憶する能力を持つ。

## 日本語訳書誌情報
- 『レッド・プラネット』　山田順子訳　創元SF文庫　1985年5月